# Charles S. Dubin
Charles Samuel Dubin (* 1. Februar 1919 in New York City; † 5. September 2011 in Brentwood, Kalifornien) war ein US-amerikanischer Fernsehregisseur. Er galt als Veteran des US-Fernsehens, für das er in etwa 100 verschiedenen Formaten Regie führte.

## Leben
Dubin, geboren 1919 in New York City, wollte zunächst Opernsänger werden. Nach dem Abschluss am Brooklyn College im Jahr 1941 nahm er bei Lee Strasberg und Sanford Meisner am Neighborhood Playhouse Produktions- und Regieunterricht. Danach arbeitete er in New York als Schauspieler, Regisseur und Manager an Theatern. Ab 1950 arbeitete er als Regisseur (zunächst als „Associate Director“ für ABC) für das Fernsehen. Ab 1951 führte er eigenverantwortlich bei live ausgestrahlten Fernsehshows Regie, darunter bei erfolgreichen Klassikern wie Pulitzer Prize Playhouse.
Im Jahr 1952 kam er als angeblicher Kommunist erstmals auf die Schwarze Liste und konnte erst 1955 wieder als Regisseur arbeiten. 1958 war er Regisseur der populären Quiz-Show Twenty-One, wurde aber von NBC entlassen, weil er sich 22 Mal weigerte, vor dem Komitee für unamerikanische Umtriebe auszusagen, was zu einer erneuten Notierung auf der Schwarzen Liste führte. In den ebenfalls zu dieser Zeit schwelenden Skandal um die Quiz-Show war er nicht verwickelt, und er stellte später auch klar, zu dieser Zeit nicht Kommunist gewesen zu sein. Erst 1963 durfte er wieder Regie führen. Von nun an war er für mehr als 25 Jahre eine Institution des US-Fernsehens. 1966 zog er nach Kalifornien.
Dubin hatte einen frühen Karrierehöhepunkt, als er 1959 das Bolschoi-Ballett auf ihrer US-Tour begleitete. Später führte er Regie bei Serien wie Big Valley, Die Leute von der Shiloh Ranch, Sanford and Son, Cannon, Kung Fu, Der Chef, Detektiv Rockford – Anruf genügt, Make-up und Pistolen, Drei Engel für Charlie, Hawaii Fünf-Null (in dieser Serie hatte er auch seinen einzigen Gastauftritt als Darsteller), Roots – Die nächsten Generationen, Lou Grant, Hotel, Cagney & Lacey, Trapper John, M.D., Der Mann vom anderen Stern, Sledge Hammer! und Matlock.
Für die Folge Knockover der Serie Kojak – Einsatz in Manhattan gewann er 1974 den Directors-Guild-of-America-Award für eine dramatische Fernsehserie im Nachtprogramm. Zweimal war Dubin auch für die Serie M*A*S*H nominiert, mit der er am meisten in Verbindung gebracht wurde. Für die Folgen Point of View (1979) und Period of Adjustment (1980) war er zudem, wie 1982 für Pressure Point, auch für den Emmy-Award nominiert. Mit 44 Folgen von M*A*S*H führte er in mehr Folgen Regie als jeder andere Regisseur der Serie. 1990 gewann er einen Daytime Emmy Award für Square One, für die er nochmals 1992 nominiert war. 1991 zog er sich aus dem Berufsleben zurück.
Charles S. Dubin verstarb am 5. September 2011 im Alter von 92 Jahren. Seine Tochter Zan Dubin Scott ist Publizistin.

## Auszeichnungen
- 1974: Directors-Guild-of-America-Award für die Folge Knockover der Serie Kojak – Einsatz in Manhattan
- 1990: Daytime Emmy Award für Square One